# SF恐怖シリーズ
『SF恐怖シリーズ』（SFきょうふシリーズ）は、秋田書店より1974年から1975年にかけて刊行されたSF小説の叢書。
全6巻。ハードカバー。四六版版。

## 一覧
1. 『宇宙大戦争 - 火星人間』（The War of the Worlds、H・G・ウェルズ、福島正実訳）
2. 『ミクロの恐怖 - 縮小人間』（The Shrinking Man、R・マシスン、各務三郎訳）
3. 『地球滅亡の日 - 植物人間』（The Day of the Triffids、J・ウィンダム、青木日出夫訳）
4. 『呪われた怪実験 - 脳人間』（Donovan's Brain、C・シオドマック、大伴昌司訳）
5. 『秘密の怪獣境 - 地底人間』（At the Earth's Core、E・R・バローズ、南山宏訳）
6. 『悪魔の作戦 - 巨大人間』（The Monsters Doc Savage、K・ロブソン、安竜二郎訳）